# Mallt-y-Nos
Mallt-y-Nos (Matylda Nocy, ang. Matilda of the Night) – w mitologii celtyckiej, jędza wyruszająca na Dziki Łów razem z Arawnem i jego ogarami. Razem pędzili potępione dusze do Annwn. Mallt-y-Nos, wrzeszcząc i lamentując, prowadzi naprzód psy, o których niektórzy mówią, że są z natury złe i złośliwe.
Niektórzy mówią, iż była ona piękną, lecz bezbożną normańską kobietą, która tak bardzo kochała łowy, iż powiedziała "jeśli w niebie ich nie ma, to ja nie chcę tam iść!". Mówią, iż żałuje ona tego życzenia, płacząc z żalu na wiecznych łowach na nocnym niebie, które nie sprawiają jej żadnej radości.